# 北九州市立黒崎中学校
北九州市立黒崎中学校（きたきゅうしゅうしりつくろさきちゅうがっこう）は、福岡県北九州市八幡西区西鳴水一丁目にある北九州市立の中学校。

## 歴史
- 1947年(昭和22年) -  八幡市立黒崎第一中学校開校。
- 1948年(昭和23年) - 八幡市立黒崎中学校へ改称。
- 1952年(昭和27年) - 校歌が制定される。
- 1963年(昭和38年) - 北九州市立黒崎中学校へ改称。
- 2002年(平成14年) - 新校舎が落成。
- 2010年(平成22年) - 特別支援学級開設。
- 2017年(平成29年) - ユネスコスクールに認定される[1]。

## 学校行事
|      | イベント                      |
| ---- | ----------------------------- |
| 4月  | 入学式, 修学旅行(3年生)       |
| 5月  | ふれあい合宿(1年生)           |
| 6月  | 第一回定期考査                |
| 7月  |                               |
| 8月  |                               |
| 9月  |                               |
| 10月 | 体育大会, 農村民泊体験(2年生) |
| 11月 | 文化祭,第二回定期考査         |
| 12月 | 大掃除                        |
| 1月  |                               |
| 2月  | 第三回定期考査                |
| 3月  | 卒業式, 修了式                |

## 部活動など
※2022年時点での部活動
| - 野球部 - 剣道部 - 陸上部 - バスケットボール部 - 女子バレー部 - サッカー部 - 柔道部 - 女子ソフトテニス部 |
| - エコ・ガーデニング部 - 美術部 - リコーダーアンサンブル部                                                |

## 著名な出身者
- 光石研 - 俳優
- 平山詩嫣 - 女子バレーボール選手